# 李天秀 (雍正進士)
李天秀，字焦娄，陝西华阴人，清朝政治人物。進士出身。

## 生平
雍正十一年（1733年），登进士，選庶吉士，授翰林院編修。出任山東曆城縣知縣。